# Tadeusz Dąbrowski (poeta, krytyk literacki)

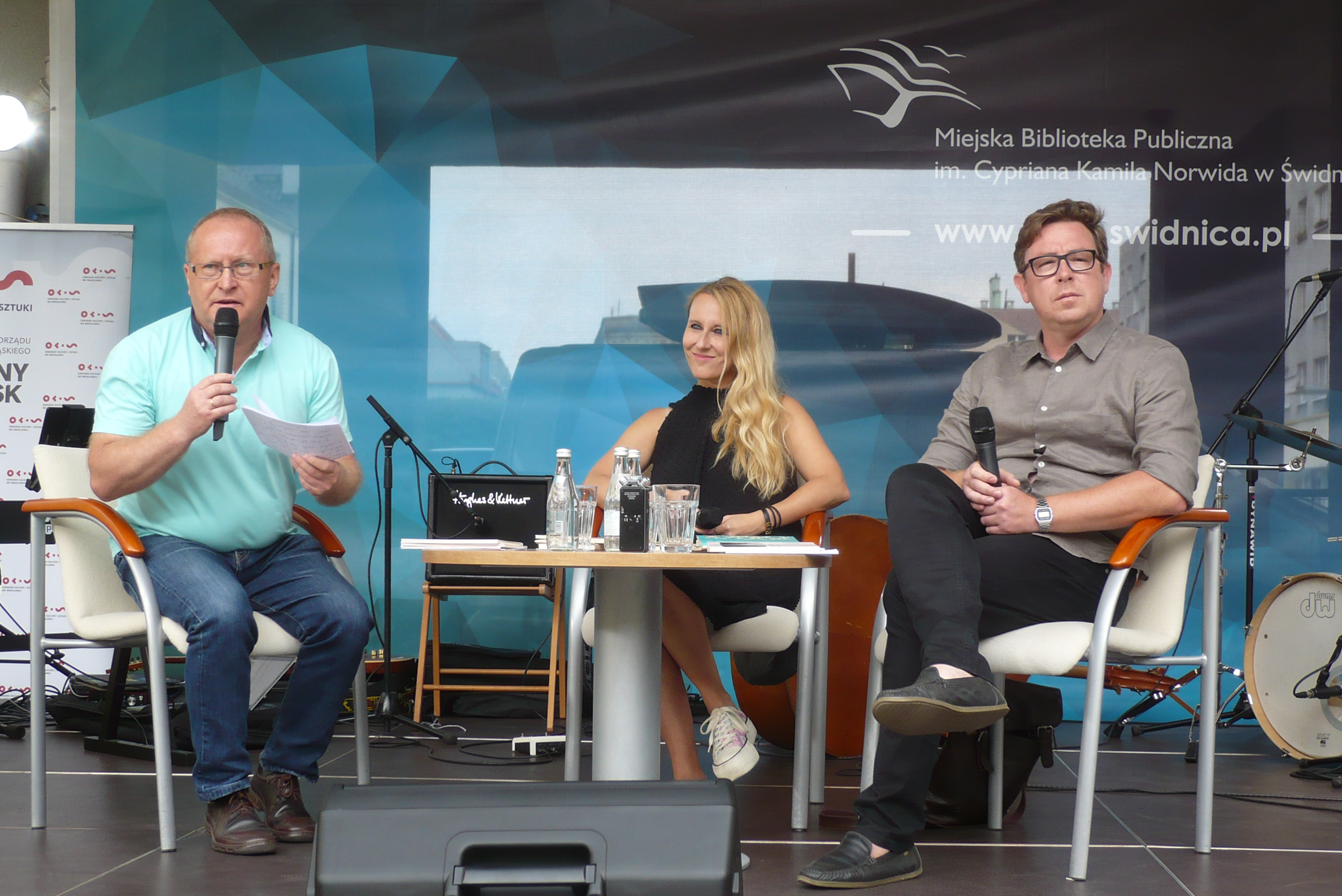
VII Festiwal Góry Literatury, Świdnica, 20.07.2021. Od lewej: Karol Maliszewski, Joanna Roszak i Tadeusz Dąbrowski

Tadeusz Dąbrowski (ur. 28 października 1979 w Elblągu) – poeta, eseista, krytyk literacki. Redaktor dwumiesięcznika literackiego „Topos”. Dziennikarz radiowy, od 2017 r. współtworzy w Radiu Gdańsk audycję poetycką "Po pierwsze wiersze". W latach 2012–2019 dyrektor artystyczny festiwalu Europejski Poeta Wolności.

## Życiorys
Stypendysta szwajcarskiej fundacji Landis & Gyr (Zug, 2019), Literaturhaus Zürich (2016), Yaddo (USA, 2015), Omi International Arts Center (USA, 2013), Vermont Studio Center (USA, 2011), Literatur Lana (Włochy, 2011), Internationales Haus der Autoren Graz (Austria, 2008), Ministra Kultury RP (2007, 2010), Literarisches Colloquium Berlin (2006, 2012), Marszałka Województwa Pomorskiego (2005, 2008, 2013), Miasta Gdańska (2013, 2016), Baltic Centre for Writers and Translators w Visby (Szwecja, 2004, 2010), Fundacji Grazella (2004) oraz Fundacji im. Stanisławy Fleszarowej-Muskat (2001). Uczestniczył w spotkaniach autorskich i festiwalach literackich w Stanach Zjednoczonych, Wielkiej Brytanii, Izraelu, Indiach, Niemczech, Austrii, Szwajcarii, Szwecji, Danii, Czechach, Słowenii, Rumunii, Gruzji, we Włoszech, na Ukrainie, Białorusi, Litwie, Łotwie oraz Cyprze. Tłumaczony na angielski, niemiecki, francuski, włoski, hiszpański, hebrajski, szwedzki, duński, norweski, rosyjski, ukraiński, białoruski, bułgarski, rumuński, węgierski, gruziński, słoweński, serbski, chorwacki, estoński, litewski, łotewski i czeski.
Publikował m.in. w: „Tygodniku Powszechnym”, „Polityce”, „Rzeczpospolitej”, „Dzienniku”, „Gazecie Wyborczej", „Twórczości”, „Odrze”, „Zeszytach Literackich”, „Piśmie”, „Chimerze”, „Frondzie”, „Res Publice Nowej”, „Kresach” oraz w zagranicznej prasie literackiej.
Jego wiersze ukazują się na świecie w najbardziej prestiżowych tytułach, takich jak: "The New Yorker", "Paris Review", "Frankfurter Allgemeine Zeitung" czy "Neue Zürcher Zeitung".
Tadeusz Dąbrowski mieszka w Gdańsku.

## Twórczość
Źródło: Culture.pl
- Wypieki, Wydawnictwo Uniwersytetu Gdańskiego, Gdańsk 1999
- e-mail, Biblioteka Toposu, Sopot 2000
- mazurek, Zielona Sowa, Kraków 2002
- Te Deum, Wydawnictwo a5, Kraków 2005
- Czarny kwadrat, Wydawnictwo a5, Kraków 2009
- Pomiędzy, Wydawnictwo a5, Kraków 2013
- Bezbronna kreska, Biuro Literackie, Stronie Śląskie 2016
- Środek wyrazu, Wydawnictwo a5, Kraków 2016
- Scrabble, Państwowy Instytut Wydawniczy, Warszawa 2020
- To jest fajka (wiersze z lat 1999-2020), Państwowy Instytut Wydawniczy, Warszawa 2022

## Nagrody i odznaczenia
Laureat Nagrody Miasta Gdańska dla Młodych Twórców w Dziedzinie Kultury (2002), 
Nagrody Miasta Gdańska w Dziedzinie Kultury „Splendor Gedanensis” (za 2006), 
laureat Horst-Bienek-Preis für Lyrik (Niemcy, 2014), Nagrody Literackiej m.st. Warszawy (2014), Sztormu Roku (2010), Nagrody Huberta Burdy (Niemcy, 2008), Nagrody Artystycznej Gdańskiego Towarzystwa Przyjaciół Sztuki (2007), „Czerwonej Róży” (wyróżnienia: 1999, 2001). Nominowany do telewizyjnej Nagrody „Pegaza” za rok 2001. Od Tadeusza Różewicza otrzymał „Małe Berło” Fundacji Kultury Polskiej (2006). W 2009 roku otrzymał Nagrodę Kościelskich za zbiór wierszy Czarny kwadrat. Został wyróżniony za „oryginalność poetycką, wyrażającą się odwagą w traktowaniu trudnych zagadnień artystycznych i światopoglądowych”. Książka ta była również nominowana do Nagrody Literackiej Nike (2010). Za tom Pomiędzy był w 2014 nominowany do Nagrody Poetyckiej im. K.I. Gałczyńskiego „Orfeusz” oraz do Nagrody Poetyckiej im. Krystyny i Czesława Bednarczyków. Niemieckie wybory jego wierszy Die Bäume spielen Wald (Hanser, 2014) oraz Wenn die Welt schläft (Schöffling & Co., 2022) znalazły się na prestiżowej liście Lyrik-Empfehlungen (najlepszych książek poetyckich roku). W 2021 za tom Scrabble został nominowany do Nagrody Poetyckiej im. K.I. Gałczyńskiego „Orfeusz”. Jego wiersze dwukrotnie znalazły się na liście najlepszych wierszy roku tygodnika „The New Yorker”.
Odznaczony brązowym medalem „Zasłużony Kulturze Gloria Artis” (2018).